# Černý potok (přítok Rakovnického potoka)
Černý potok je malý pravostranný přítok Rakovnického potoka. Vytéká z mokřadu a z rybníčku pod ním kousek nad zahrádkářskou osadou asi 250 m jižně od silnice na jihozápadním okraji obce Lubná. Dále protéká touto obcí a teče pak téměř souběžně, ve vzdálenosti cca 250 m vpravo od silnice směrem k Rakovníku. Necelé 2 km před Rakovníkem se k Černému potoku zleva připojuje malý potůček. Celková délka Černého potoka je asi 5300 metrů. V letním období bývá tento potok často téměř bez vody.